# Aspidifrontia axylides
Aspidifrontia axylides är en fjärilsart som beskrevs av George Francis Hampson 1902. Aspidifrontia axylides ingår i släktet Aspidifrontia och familjen nattflyn. Inga underarter finns listade i Catalogue of Life.